# Asthenophleps strigulata
Asthenophleps strigulata là một loài bướm đêm trong họ Geometridae.